# Phobaeticus foliatus
Phobaeticus foliatus är en insektsart som först beskrevs av Bragg 1995.  Phobaeticus foliatus ingår i släktet Phobaeticus och familjen Phasmatidae. Inga underarter finns listade i Catalogue of Life.